# Rotonde de Delémont
La Rotonde de Delémont est une rotonde ferroviaire située à Delémont, à l'entrée est de la gare CFF.

## Historique
Elle a été construite, à la demande de la compagnie Jura-Berne-Lucerne, par l'entrepreneur delémontain Otto Frey entre 1889 et 1890.
À l'origine elle était utilisée comme dépôt de locomotives à vapeur. Depuis l'abandon de ce type de traction, elle a servi d'atelier de réparation.
Elle a été rénovée en 1997, à l'occasion du 150e anniversaire des chemins de fer fédéraux suisses où elle a été le théâtre d'activités "vapeur".
Elle est classée comme bien culturel d'importance nationale par la Confédération suisse.

## Présentation
Elle est composée d'une halle semi annulaire comprenant 13 portes bordant une plaque tournante centrale. La structure de sa charpente métallique est entièrement rivetée.
Depuis 1997 une petite partie du bâtiment sert d'atelier de réparation aux CFF et l'autre d'atelier de rénovation d'ancien matériel ferroviaire à la fondation CFF Historic. Cette partie abrite également un musée-dépôt de matériel ferroviaire avec, entre autres, le plus ancien wagon-grue suisse (construit en 1858) ainsi que les locomotives à vapeur E 2/2 3 BB "Zephir" et C 5/6 2978 "Éléphant", maintenues en état de fonctionner.
Elle est de temps à autre le point de départ de trajets en "vapeur".

## Galerie

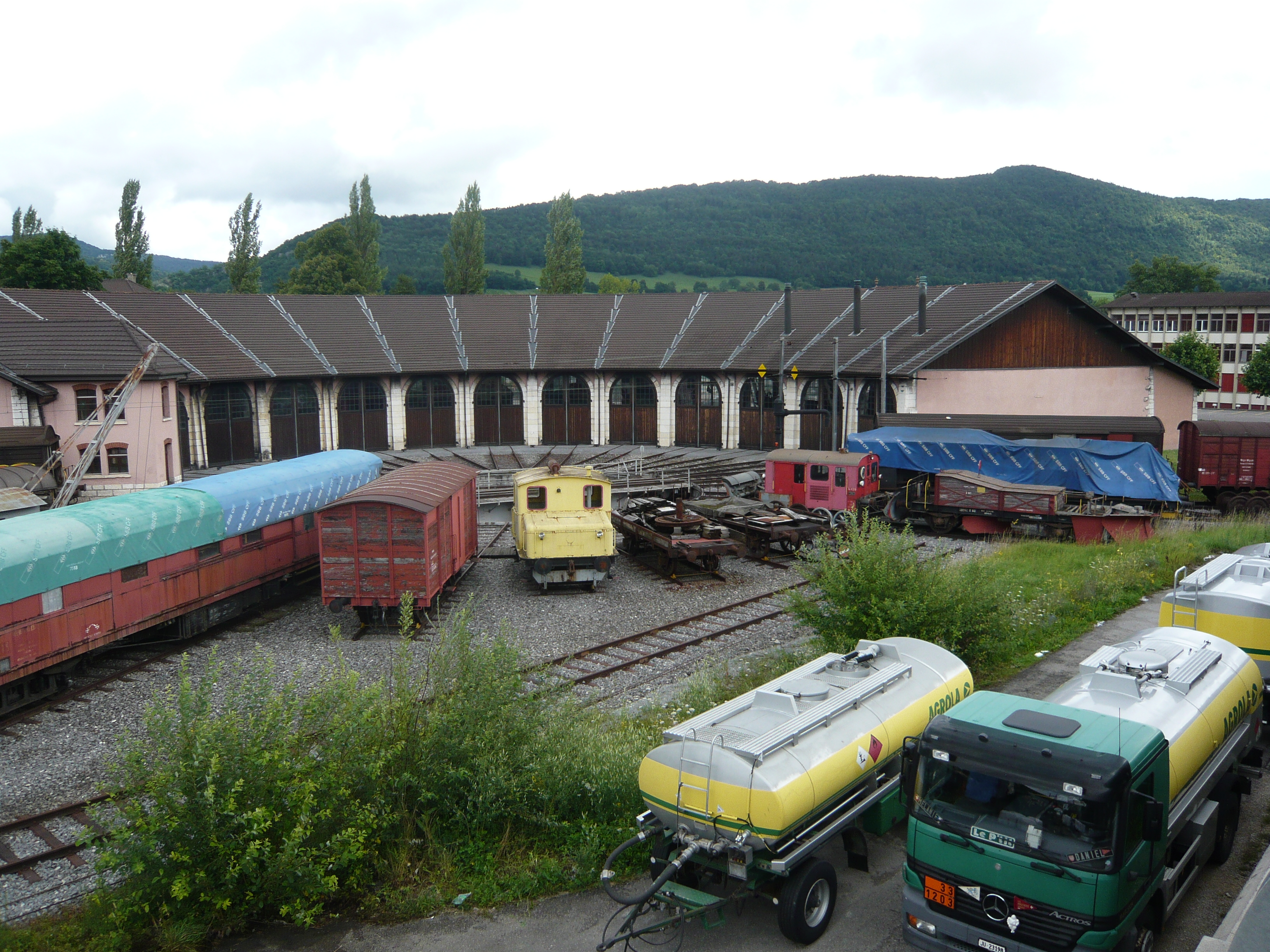
Rotonde ferroviaire, Delémont
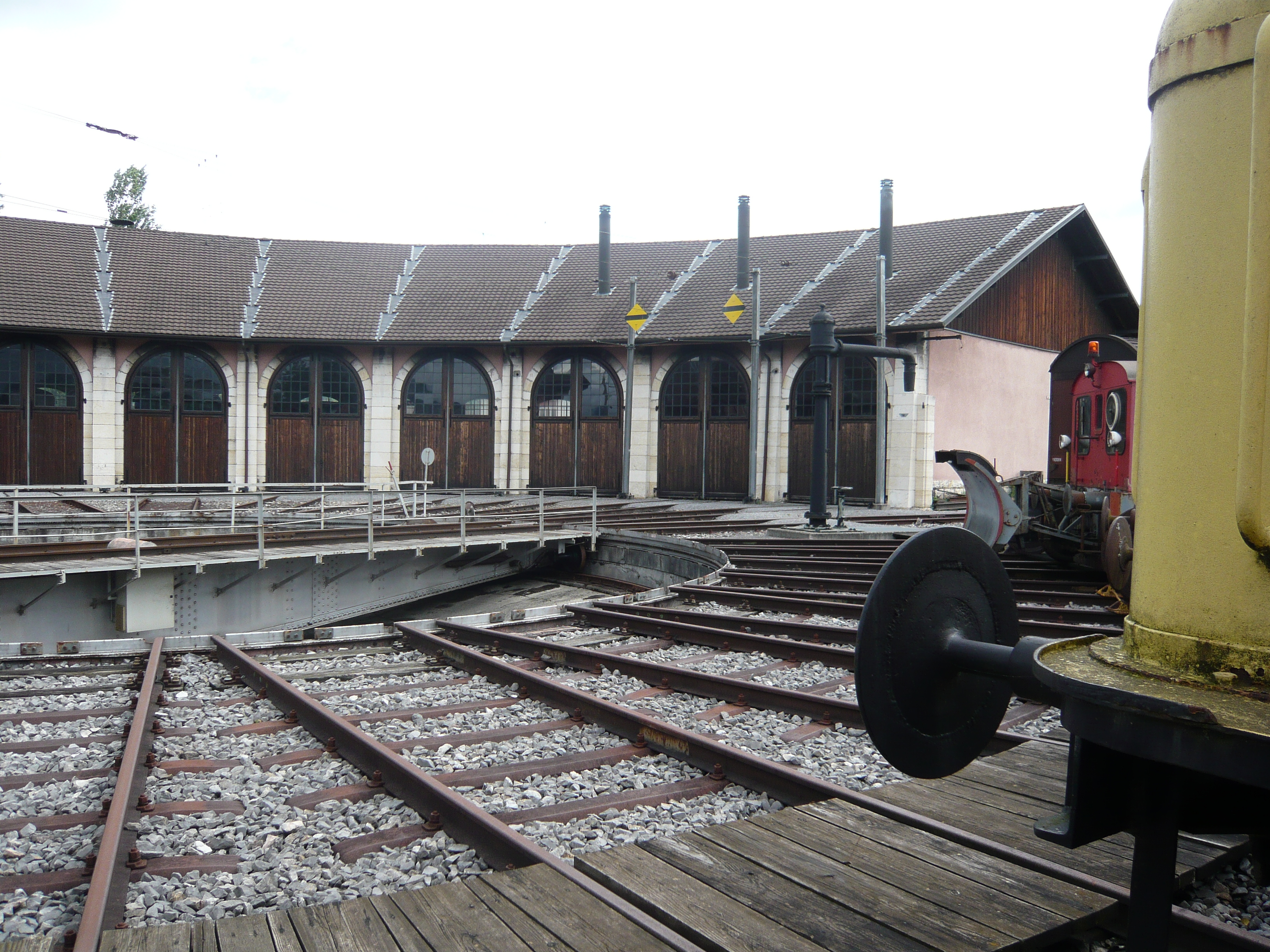
Rotonde ferroviaire, Delémont
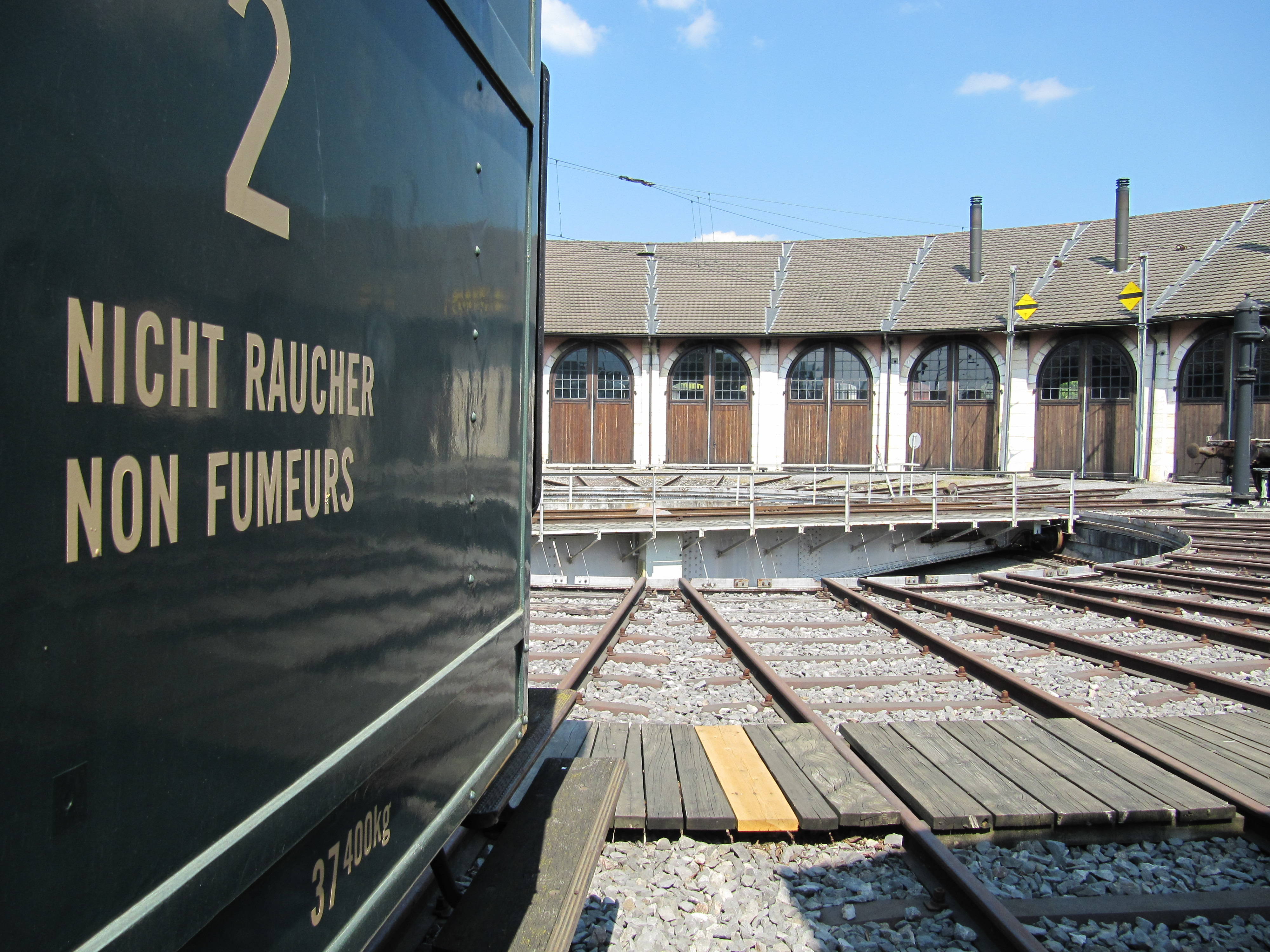
Rotonde ferroviaire, Delémont
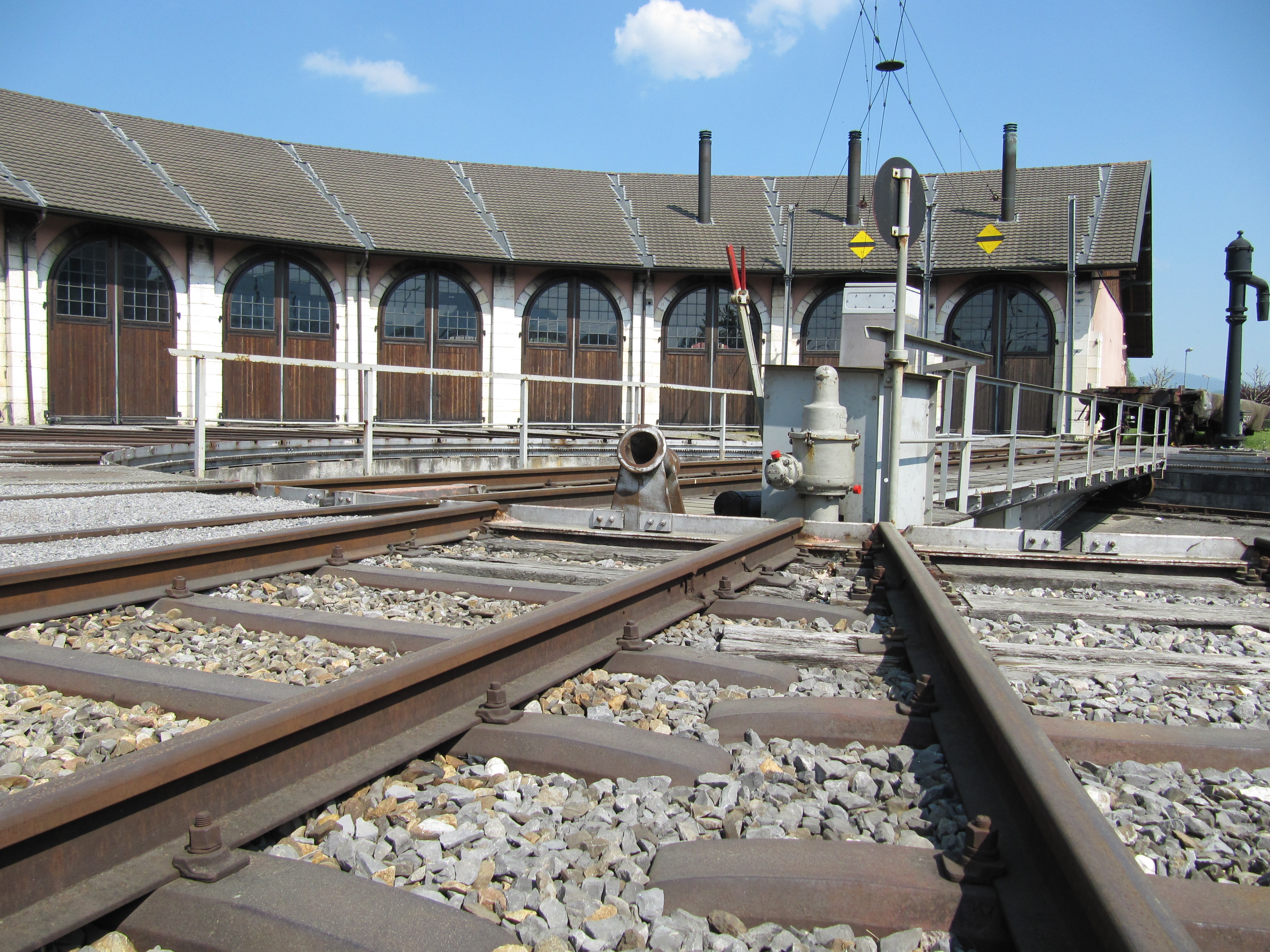
Rotonde ferroviaire, Delémont
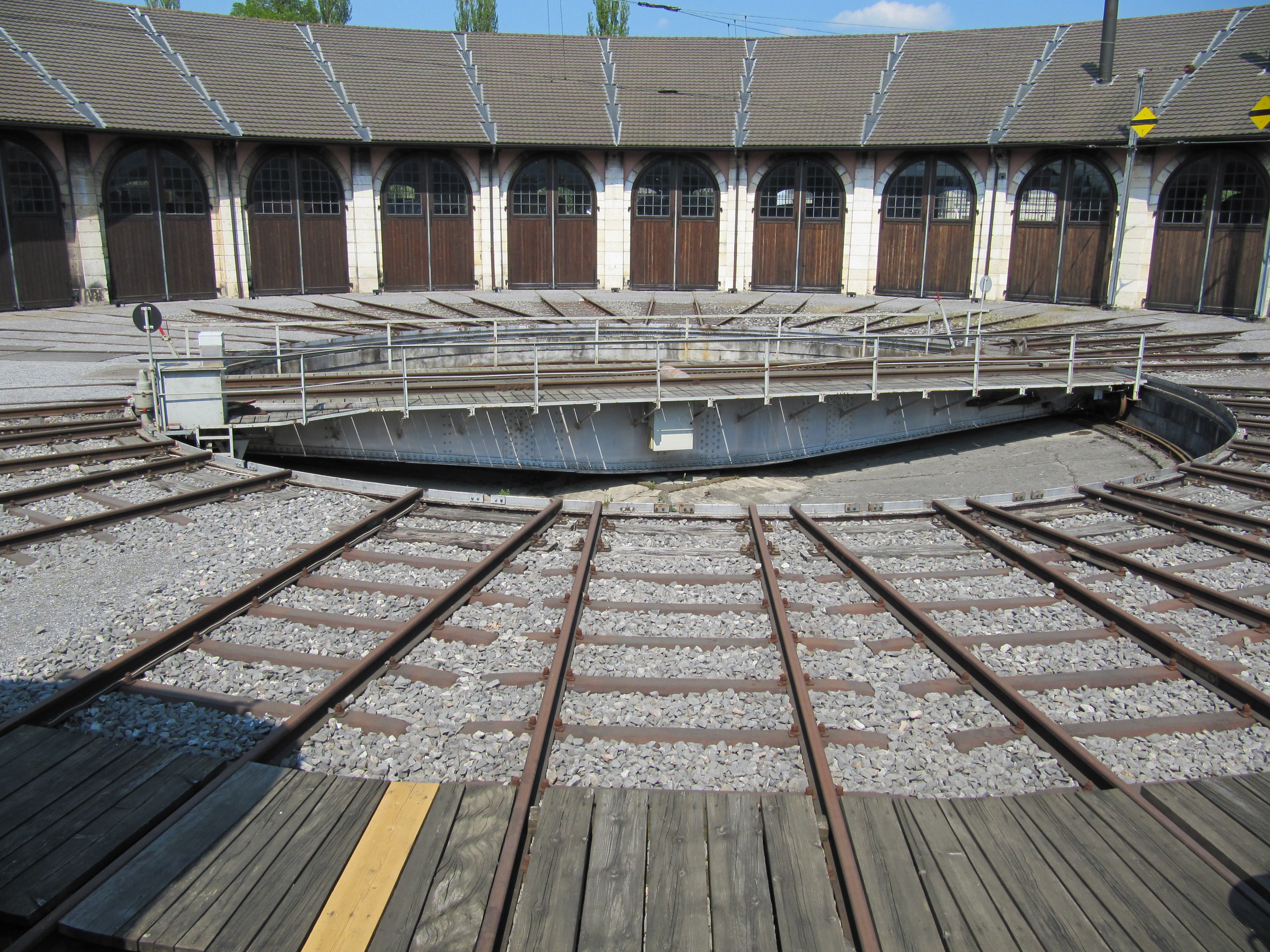
Rotonde ferroviaire et plaque tournante, Delémont
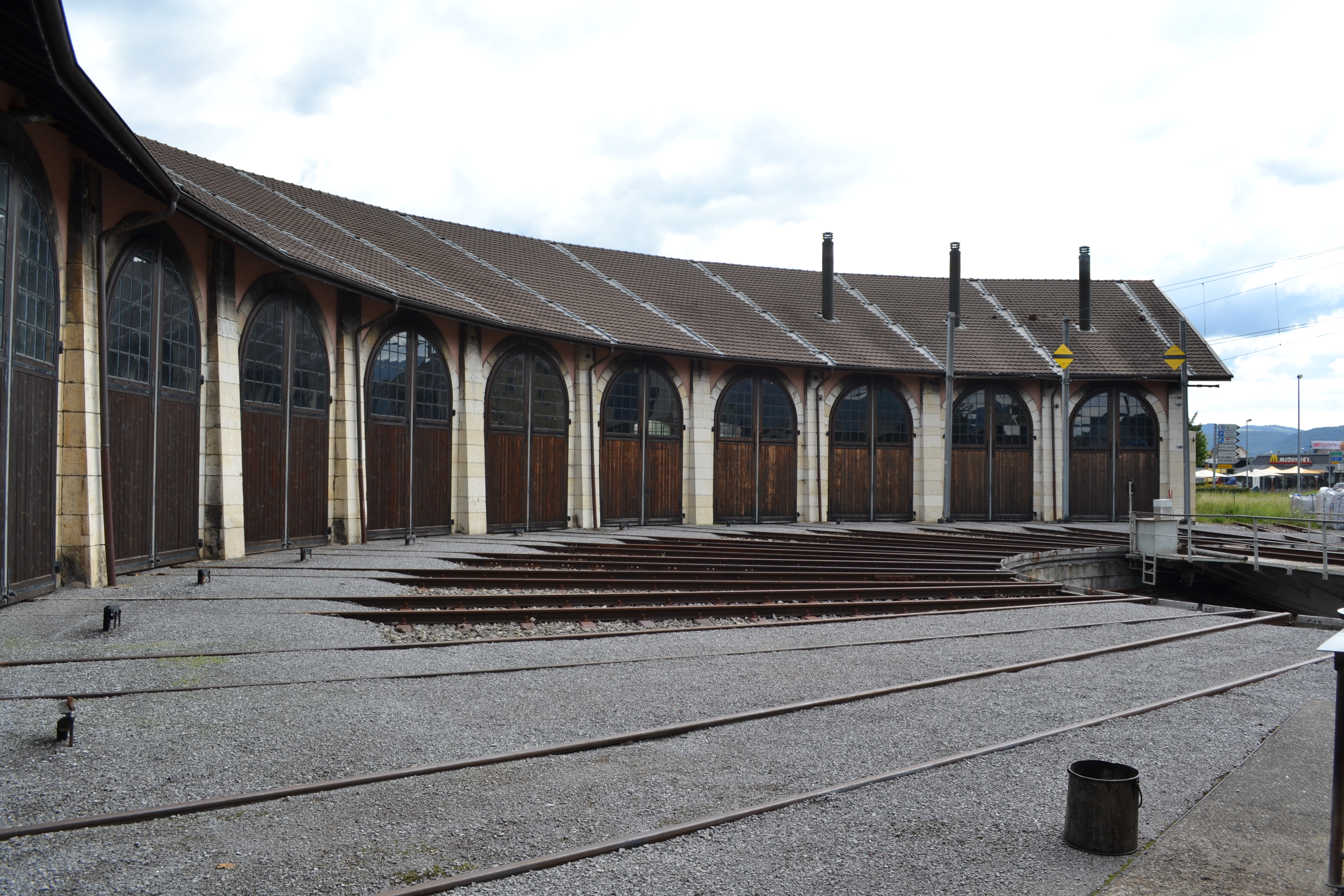
Rotonde ferroviaire, Delémont
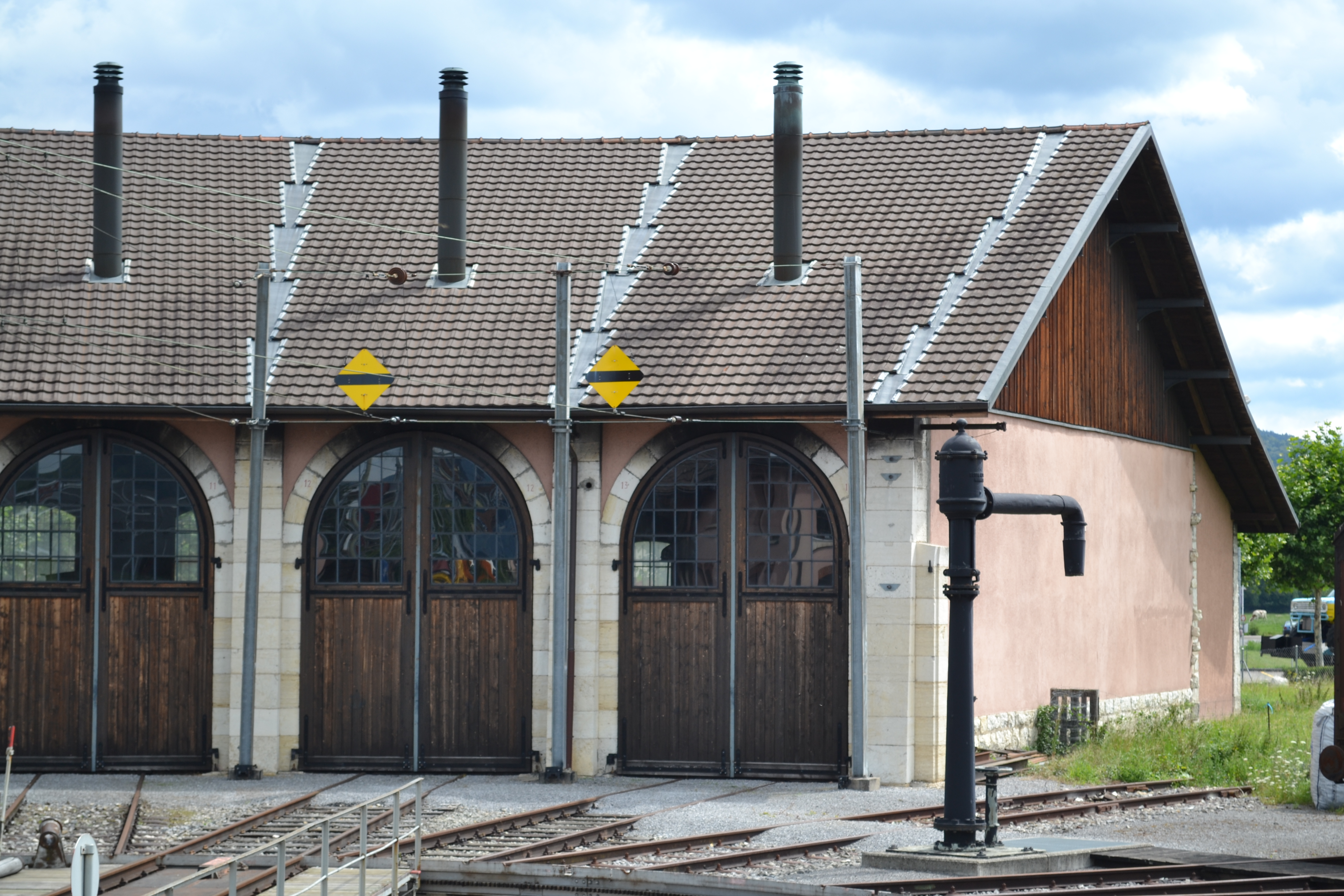
Rotonde ferroviaire, Delémont
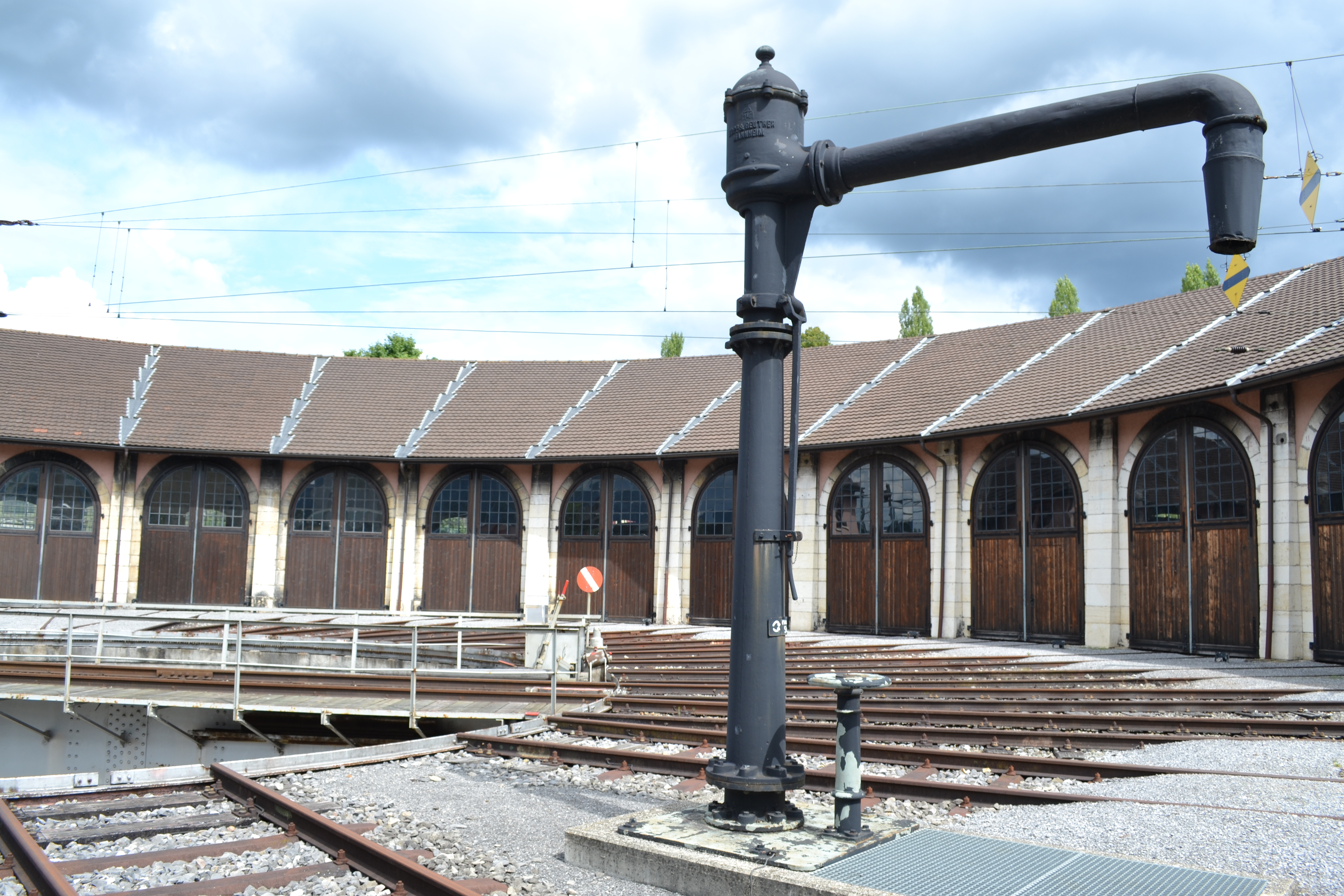
Rotonde ferroviaire et manche à eau, Delémont
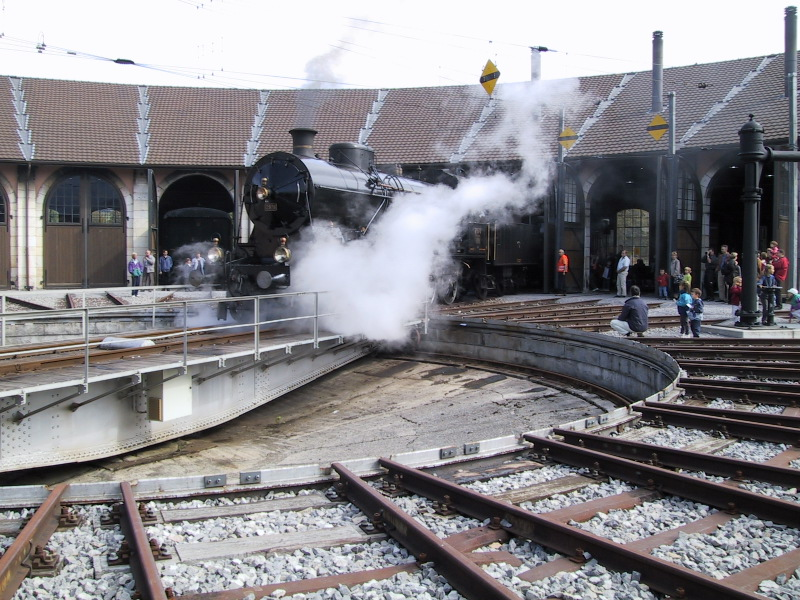
Rotonde ferroviaire et SBB-CFF-FFS C 5/6 2978 "Éléphant", Delémont